# توژیتسه
توژیتسه (به لاتین: Tužice) یک منطقهٔ مسکونی در جمهوری چک است که در شهرستان کلاتووی واقع شده‌است. توژیتسه ۲٫۶ کیلومتر مربع مساحت و ۷۴ نفر جمعیت دارد و ۵۵۲ متر بالاتر از سطح دریا واقع شده‌است.